# Carnegie Institution for Science
Carnegie Institution for Science či Carnegie Institution of Washington (zkratka CIW) je soukromá organizace ve Spojených státech amerických založená na podporu vědeckého výzkumu. Organizace byla založena Andrew Carnegiem a z velké části se zaobírá astrobiologií, ale zaobírá se i podporováním genetického výzkumu či archeologií.